# János Karlovits
János Karlovits (* 25. November 1899 in Szekszárd; † 23. Dezember 1986 in São Paulo, Brasilien) war ein ungarischer Stabhochspringer.
Bei den Olympischen Spielen 1928 in Amsterdam wurde er mit 3,80 m Achter.
Fünfmal wurde er Ungarischer Meister (1923, 1926, 1928, 1929, 1932). Seine persönliche Bestleistung von 3,91 m stellte er am 10. August 1929 in Budapest auf.